# ليندا فرازير
ليندا فرازير (30 أكتوبر 1953 - ) (بالإنجليزية: Linda Fraser)‏ هي لاعبة كريكت نيوزلندية. شاركت مع منتخب نيوزيلندا الوطني للكريكت.

## وصلات خارجية
- ليندا فرازير على موقع إي آس بي آن كريك إنفو (الإنجليزية)